# Mike Smith
Michael "Mike" Smith (Bronx, New York, 16. srpnja 1971.) američki je glazbenik, najpoznatiji kao osnivač i bivši bubnjar tehničkog death metal-sastava Suffocation. Svirao je na njihovom demoalbumu Reincremated iz 1990., EP-u Human Waste iz 1991., prvom albumu Effigy of the Forgotten iz 1991. i albumu Breeding the Spawn iz 1993. Zatim je napustio sastav i kasnije je zamijenjen prije nego što je skupinu napustila scenu 1998. Smith se vratio kada se Suffocation reformirao 2002. nakon četverogodišnje pauze i nastupio je na njihovom albumu iz 2004., Souls to Deny, njihovom istoimenom albumu iz 2006. i albumu Blood Oath iz 2009. Smith, kao član Suffocationa, uvršten je u Long Island Music Hall of Fame 2011. Smith je po drugi put napustio Suffocation u veljači 2012.
Smith je instruktor bubnjeva i unajmljeni studijski glazbenik. Posudio je svoje bubnjanje za pjesmu "Dawn of a Golden Age" na Roadrunner United: The All Star Sessions, underground-reperu Necrou za njegov album Death Rap i eksperimentalnoj metal-grupi Psychometry iz Louisiane. Smith ima svoj vlastiti reperski projekt pod utjecajem hororcorea GRIMM REAL. Prvi puni underground-album Demise of the Clones za projekt Grimm Real objavljen je 1999. Godine 2014. Smith je snimio bubnjeve za njemački extreme metal-sastav Misanthrope Monarch i njihov debitantski EP. Smith je od tada dovršio studijske albume sa sastavima Voracious Scourge USA, Inverted Matter iz Italije, kao i dvije studijske pjesme sa pratećim projektom Synesis Absorption US. Grimm Real je trenutni i aktivni projekt Smitha.